# Circondario di Hohenlohe
Il circondario di Hohenlohe è uno dei circondari dello stato tedesco del Baden-Württemberg.
Fa parte del distretto governativo di Stoccarda.

## Città e comuni
(Abitanti il 31 dicembre 2022)
| Città 1. Forchtenberg (5 285) 2. Ingelfingen (5 467) 3. Krautheim (4 650) 4. Künzelsau (16 228) 5. Neuenstein (6 705) 6. Niedernhall (4 142) 7. Öhringen (25 388) 8. Waldenburg (3 069) | Comuni 1. Bretzfeld (12 608) 2. Dörzbach (2 566) 3. Kupferzell (6 532) 4. Mulfingen (3 677) 5. Pfedelbach (9 306) 6. Schöntal (5 636) 7. Weißbach (2 025) 8. Zweiflingen (1 779) |